# Олексіївська сільська рада (Каланчацький район)
Олексі́ївська сільська́ ра́да — адміністративно-територіальна одиниця та орган місцевого самоврядування в Каланчацькому районі Херсонської області. Адміністративний центр — село Олексіївка.

## Загальні відомості
Олексіївська сільська рада утворена в 1930 році.
- Територія ради: 37,64 км²
- Населення ради: 570 осіб (станом на 2001 рік)
- Водоймища на території ради: Каркінітська затока Чорного моря

## Населені пункти
Сільській раді підпорядковані населені пункти:
- с. Олексіївка
- с. Приморське

## Склад ради
Рада складається з 14 депутатів та голови.
- Голова ради: Каменєв Олег Анатолійович

### Керівний склад попередніх скликань
| Прізвище, ім'я, по батькові      | Основні відомості                                                                     | Дата обрання | Дата звільнення |
| -------------------------------- | ------------------------------------------------------------------------------------- | ------------ | --------------- |
| Харченко Олександр Володимирович | Сільський голова, 1956 року народження, безпартійний                                  | 26.03.2006   | 31.10.2010      |
| Каменєв Олег Анатолійович        | Сільський голова, 1982 року народження, освіта середня загальна, член Партії регіонів | 31.10.2010   |                 |

Примітка: таблиця складена за даними сайту Верховної Ради України

### Депутати
За результатами місцевих виборів 2010 року депутатами ради стали:

#### За суб'єктами висування
| Суб'єкт висування           | Кількість обраних депутатів | %    |
| --------------------------- | --------------------------- | ---- |
| Партія регіонів             | 8                           | 57,1 |
| Комуністична партія України | 3                           | 21,4 |
| Самовисування               | 3                           | 21,4 |

#### За округами
| № округу                    | Прізвище, ім'я, по батькові    | Дата визнання обраним | Освіта             | Партійна приналежність            | Відомості про обраного депутата                                                |
| --------------------------- | ------------------------------ | --------------------- | ------------------ | --------------------------------- | ------------------------------------------------------------------------------ |
| Комуністична партія України |                                |                       |                    |                                   |                                                                                |
| 1                           | Мельник Микола Мар'янович      | 04.11.2010            | середня            | позапартійний                     | комунальне підприємство «Авангард», директор                                   |
| 7                           | Мельник В'ячеслав Мар'янович   | 04.11.2010            | середня            | позапартійний                     | ПП Мельник Г. І., робітник                                                     |
| 11                          | Орлов Віктор Миколайович       | 04.11.2010            | вища               | член Комуністичної партії України | фермерське господарство «Олександрит», голова                                  |
| Партія регіонів             |                                |                       |                    |                                   |                                                                                |
| 4                           | Шуліко Людмила Леонідівна      | 04.11.2010            | середня            | член Партії регіонів              | фермерське господарство «Південне», робітник                                   |
| 5                           | Мельник Олена Леонідівна       | 04.11.2010            | вища               | член Партії регіонів              | Олексіївська сільська рада, секретар                                           |
| 6                           | Ярошенко Аркадій Іванович      | 04.11.2010            | середня            | член Партії регіонів              | ПП Ярошенко А. І.                                                              |
| 9                           | Руденко Світлана Григорівна    | 04.11.2010            | середня            | член Партії регіонів              | Олексіївська сільська рада, бухгалтер                                          |
| 10                          | Кирилюк Наталя Іванівна        | 04.11.2010            | вища               | член Партії регіонів              | комунальне підприємство «Авангард», бухгалтер                                  |
| 12                          | Мазуренко Сергій Олександрович | 04.11.2010            | середня            | член Партії регіонів              | фермерське господарство «Південне», робітник                                   |
| 13                          | Свинцова Світлана Вікторівна   | 04.11.2010            | середня спеціальна | член Партії регіонів              | Олексіївський дитячий ясла-садок, завідувачка                                  |
| 14                          | Дем'янова Анжела Миколаївна    | 04.11.2010            | середня            | член Партії регіонів              | приватний підприємиць                                                          |
| Самовисування               |                                |                       |                    |                                   |                                                                                |
| 2                           | Ревенюк Інна Олександрівна     | 15.11.2010            | середня спеціальна | позапартійна                      | Олексіївська сільська рада, касир                                              |
| 3                           | Тарасова Олена Миколаївна      | 04.11.2010            | середня            | позапартійна                      | Каланчацька районна Державна лікарня ветеринарної медицини, ветеринарний лікар |
| 8                           | Орлов Олександр Вікторович     | 04.11.2010            | вища               | позапартійний                     | тимчасово не працює                                                            |

## Населення
Згідно з переписом УРСР 1989 року чисельність наявного населення села становила 644 особи, з яких 317 чоловіків та 327 жінок.
За переписом населення України 2001 року в селі мешкало 566 осіб.

### Мова
Розподіл населення за рідною мовою за даними перепису 2001 року:
| Мова       | Відсоток |
| ---------- | -------- |
| українська | 93,33 %  |
| російська  | 4,39 %   |
| білоруська | 0,88 %   |
| інші       | 1,40 %   |